# San Llorente (Burgos)
San Llorente es una localidad del municipio burgalés de Valle de Losa, en la Comunidad Autónoma de Castilla y León (España). 
La iglesia está dedicada a santa María.

## Localidades limítrofes
Confina con las siguientes localidades:
- Al norte con Quincoces de Yuso.
- Al noreste con Lastras de Teza.
- Al sureste con San Martín de Losa.
- Al suroeste con Villaluenga.
- Al noroeste con Calzada.

## Demografía
Evolución de la población
| Gráfica de evolución demográfica de San Llorente entre 2000 y 2017 |
|                                                                    |
| Población de derecho (2000-2017) según el padrón municipal del INE |

## Historia
Así se describe a San Llorente en el tomo X del Diccionario geográfico-estadístico-histórico de España y sus posesiones de Ultramar, obra impulsada por Pascual Madoz a mediados del siglo XIX:

Lugar en la provincia, diócesis, audiencia territorial y capitanía general de Burgos (18 leguas), partido judicial de Villarcayo (5), y ayuntamiento titulado de la Junta de Río de Losa (1); Situado en un llano donde le combaten todos los vientos, reinando especialmente el N y S, y las enfermedades más comunes son los constipados, dolores de costado, reumáticos y de cabeza. Tiene 24 casas; 2 torres antiquísimas pertenecientes a otros tantos mayorazgos; una escuela de primeras letras frecuentada por alumnos de ambos sexos, cuyo maestro está dotado con 12 fanegas de trigo; una fuente de muy buenas aguas cerca de la población; iglesia parroquial (Santa María), servida por un cura y un sacristán, y 2 ermitas bajo las advocaciones de San Lorenzo y San Antonio de Padua; la primera en la cual hay fundada una cofradía, se halla dentro del pueblo; y la segunda entre este y Villaluenga a los cuales pertenece. Confina el término N Quincoces de Yuso; E San Martín; S Bóveda (provincia de Álava), y O Villaluenga y Calzada; comprende el despoblado de San Martín, cuyo terreno es comunal del pueblo que se describe y dicho Villaluenga. El terreno es de buena calidad y le cruza un río que naciendo de otro llamado Gerta, va a introducirse en el Ebro, después de haber bañado varios pueblos; tiene sobre él un puente; en el expresado terreno se encuentran 2 hermosos prados, uno de ellos con 2 hileras de chopos; también algunos montes poblados de robles, hayas, encinas, avellanos, cipreses, nogales, castaños y pinos. Caminos: los que dirigen a Bilbao, Rioja, Burgos y a las montañas de Santander. Correos: la correspondencia se recibe de Medina de Pomar y de Orduña de Vizcaya, de aquella por valijero y de esta por correo. Producciones: trigo, cebada, avena, yeros, ricas, alholvas, habas, lentejas, pitos, patatas, borona, lino y yerbas de pasto; ganado lanar, vacuno, caballar, mular, cabrío y de cerda; caza de perdices, palomas, codornices, sordas, ánades, gansos, liebres y jabalíes, y pesca de truchas, barbos y nutrias. Industria: la agrícola y un molino harinero de propiedad particular. Población: 8 vecinos, 26 almas. Capital productivo: 328.700 reales. Imponible: 31.731 reales.
Diccionario geográfico-estadístico-histórico de España y sus posesiones de Ultramar